# Donuea collustrata
Espèce
Donuea collustrata est une espèce d'araignées aranéomorphes de la famille des Corinnidae.

## Distribution
Cette espèce est endémique de Madagascar. Elle se rencontre vers Foulpointe.
Cette araignée a également été observée à Sambava dans du copal.

## Description
Le mâle holotype mesure 4,34 mm.

## Publication originale
- Bosselaers, Dierick, Cnudde, Masschaele, van Hoorebeke & Jacobs, 2010 : « High-resolution X-ray computer tomography of an extant new Donuea (Araneae: Liocranidae) species in Madagascan copal. » Zootaxa, no 2427, p. 25-35.